# Prałkowce (gmina)
Prałkowce – dawna gmina wiejska istniejąca w latach 1934–1939 w woj. lwowskim (dzisiejsze woj. podkarpackie/obwód lwowski). Siedzibą władz gminy były Prałkowce.
Gmina zbiorowa Prałkowce została utworzona 1 sierpnia 1934 roku w powiecie przemyskim w woj. lwowskim z dotychczasowych jednostkowych gmin wiejskich: Krasiczyn, Kruhel Wielki, Kruhel Mały, Prałkowce, Śliwnica ad Krasiczyn, Tarnawce i Zalesie. W 1939 roku gminę zniesiono.
Po wojnie gminy Prałkowce nie odtworzono, mimo że jej całość znalazła się w granicach Polski, a jej dawny obszar wszedł w skład utworzonych podczas wojny gmin: Krasiczyn (część zachodnia) i Przemyśl (część wschodnia).